# Constantin d'Aspre von Hoobreuck
Constantin Karl svobodný pán d'Aspre von Hoobreuck (1767 Gent, Rakouské Nizozemí – 7. července 1809) byl rakouský podmaršálek původem z dnešní Belgie.

## Život
Do rakouské armády vstoupil již v patnácti letech, kdy se stal kadetem 30. pěšího pluku. V letech 1788 až 1790 velel v hodnosti hejtmana jednotce z Limburku při potlačení tamějšího povstání. Za své služby obdržel Vojenský řád Marie Terezie a byl povýšen na majora. Za francouzských revolučních válek velel jedné koloně v armádě generála Clerfayta při vítězné bitvě u Lille. Po povýšení na podplukovníka stál v čele dobrovolnického pluku Grün-Laudon, se kterým v roce 1796 bránil les Hollertal. Poté byl převelen k dobrovolnickému Německému mysliveckému praporu, v jehož čele bojoval pod podmaršálkem Krayem v bitvách u Verony 5. dubna 1799 a Cassana 27. dubna 1799.
Jako velitel předvoje armády generála von Klenau se účastnil dobytí Livorna a obležení Mantovy v roce 1799. V březnu 1800 se střetl v bitvě u Janova s francouzským generálem Suchetem, kterého porazil. V dubnu téhož roku byl zajat při obraně průsmyku Brochetta. Po svém propuštění byl povýšen na generálmajora. Dne 9. října 1805 padl opět do zajetí, tentokráte u Günzburku. V roce 1809 mu bylo svěřeno velení nad záložní granátnickou divizí, s níž v květnu bojoval u Aspern. V bitvě u Wagramu mu francouzská dělová koule 6. července 1809 utrhla ruku, následkům těžkého zranění podlehl 7. července 1809 cestou z Mikulova do Brna, kde je pohřben.
Jeho synem byl rakouský generál baron Konstantin d’Aspre von Hoobreuck (18. prosince 1789 v Bruselu; † 24. května 1850 v Padově), mimo jiné 1848-1849 velitel sboru ve Radeckého vítězné armádě v Itálii, kde se bil též v bitvě u Novary.